# 黑暗乐队
黑暗乐队（The Darkness）是英国的华丽摇滚乐队，由贾斯汀（Justin Hawkins，主唱，吉他）和丹·霍金斯（Dan Hawkins，吉他）兄弟、艾德·格雷厄姆（Ed Graham，鼓）、里奇·艾德华兹（Richie Edwards，贝斯）组成。
贾斯汀·霍金斯和丹·霍金斯在伦敦发现他们自己哪里他们与弗兰吉·普莱恩和艾德·格雷厄姆，童年的朋友会面，“黑暗乐队”出生。只是最初在酒吧玩，不久他们的猫衣服，出色的吉他独奏，在最高的态度上方使他们变得更著名。他们总是坚持了他们是一个严肃的乐队，因为“每个乐队在过去十年中是一束痛苦的狗杂种”，人认为他们的玩得高兴为他们做一个诙谐。甚至在他们发现贾斯汀的使唱歌天才惊异以前，他们说了他们有无论如何进攻它。贾斯汀总是说形象是重要，那你总是必须准备好接待人。